# Reprodutor de áudio portátil

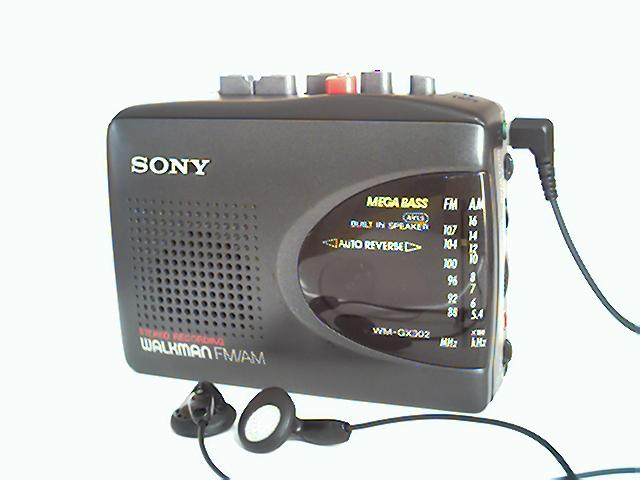
Walkman modelo WM-GX302 (1997)

Um reprodutor de áudio portátil ou leitor de áudio portátil é um dispositivo pessoal móvel que permite ao usuário ouvir o áudio gravado ao mesmo tempo em que se movimenta. Às vezes, é feita uma distinção entre um leitor portátil, com bateria e com uma ou mais alto-falantes pequenos, e um leitor de pessoal, escutado com fones de ouvido.